# ژان باپتیست کارپو
ژان باپتیست کارپو (به فرانسوی: : Jean-Baptiste Carpeaux) (زاده ۱۱ مه ۱۸۲۷ – درگذشته ۱۲ اکتبر ۱۸۷۵) مجسمه‌ساز و نقاش فرانسوی در زمان ناپلئون سوم بود.

## نگارخانه

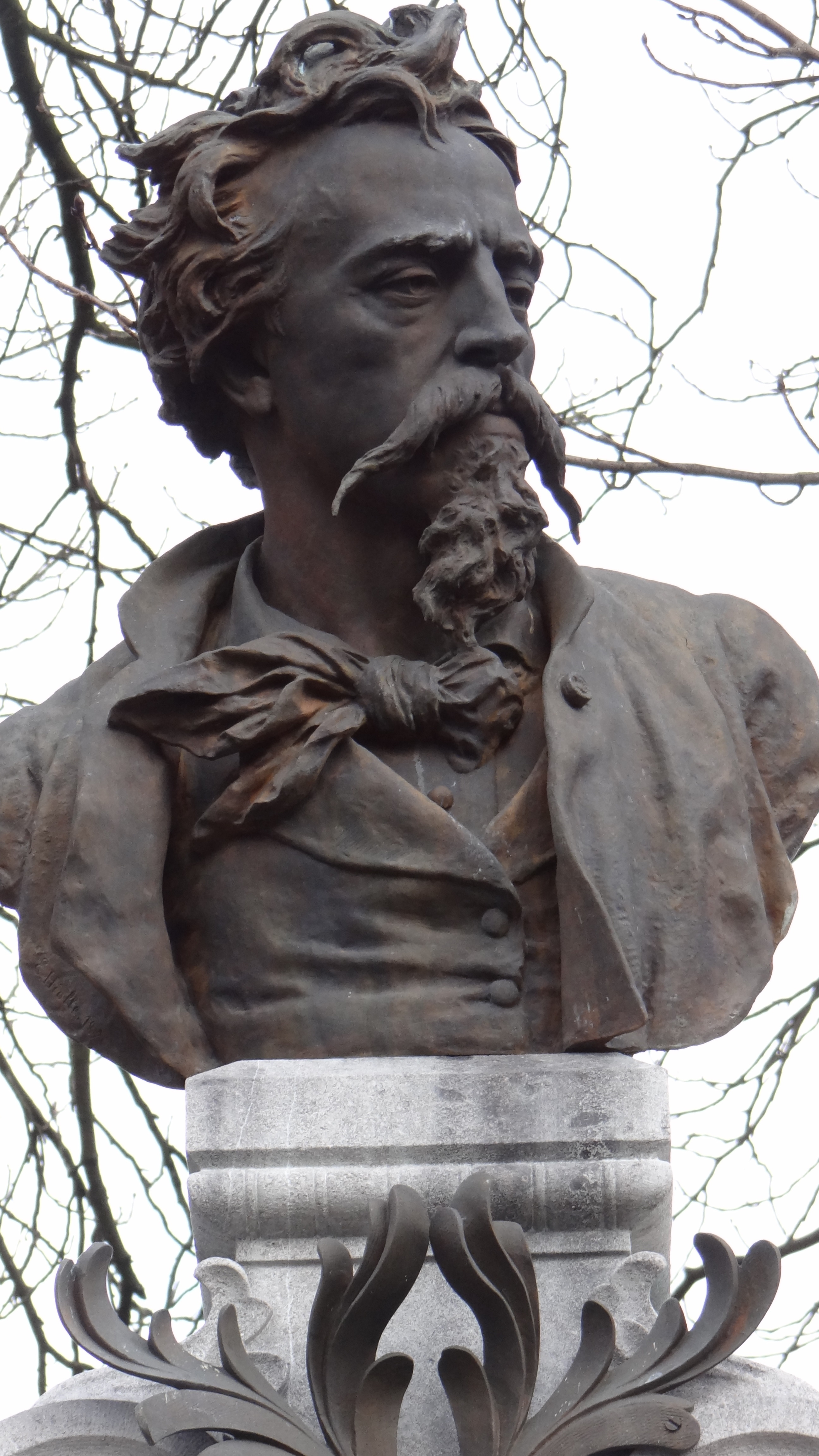
سردیس باپتیست کارپو قبرستان سنت روچ
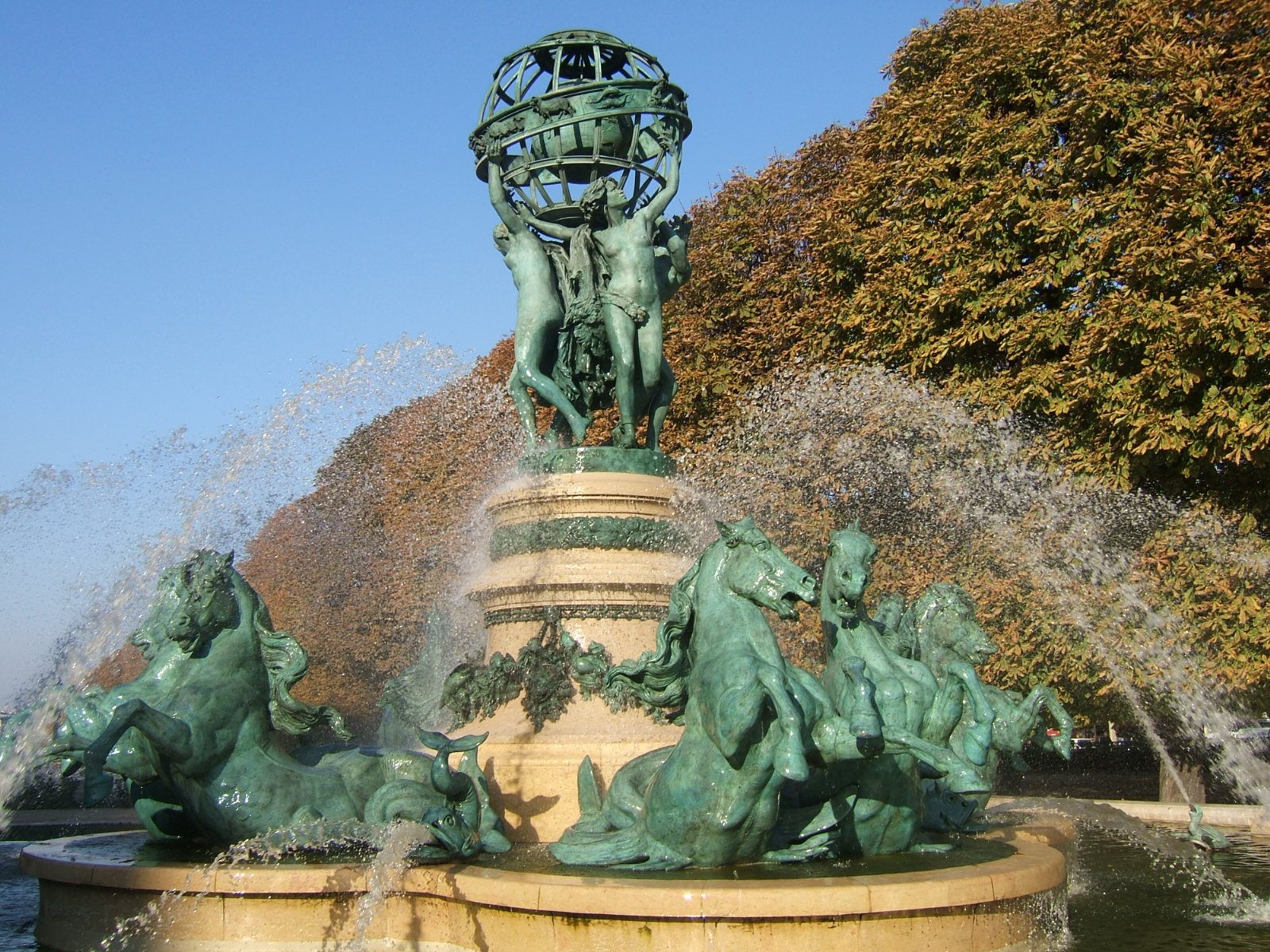
پارک لوکزامبورگ
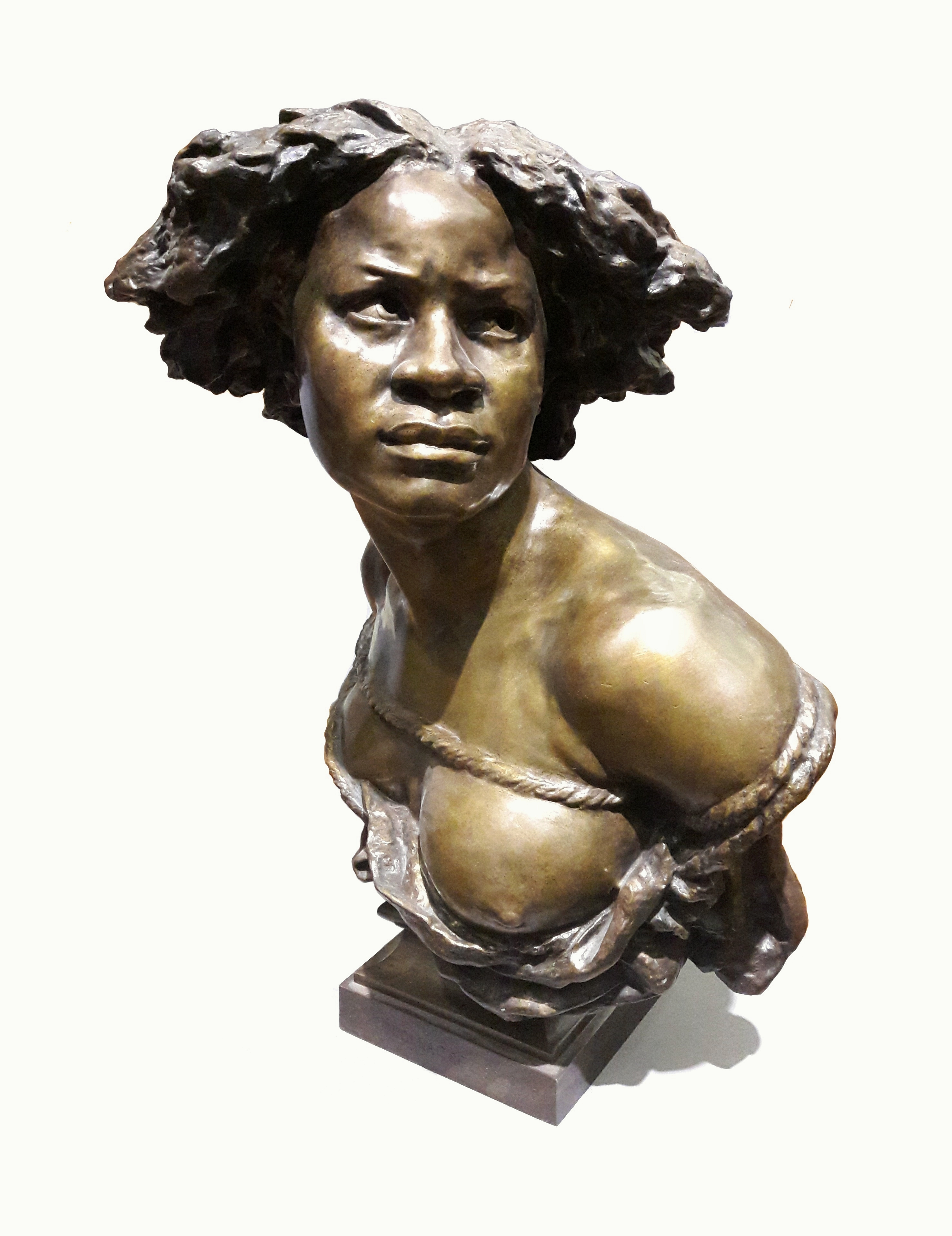
چرا برده به دنیا آمد؟ موزه ملی ورشو
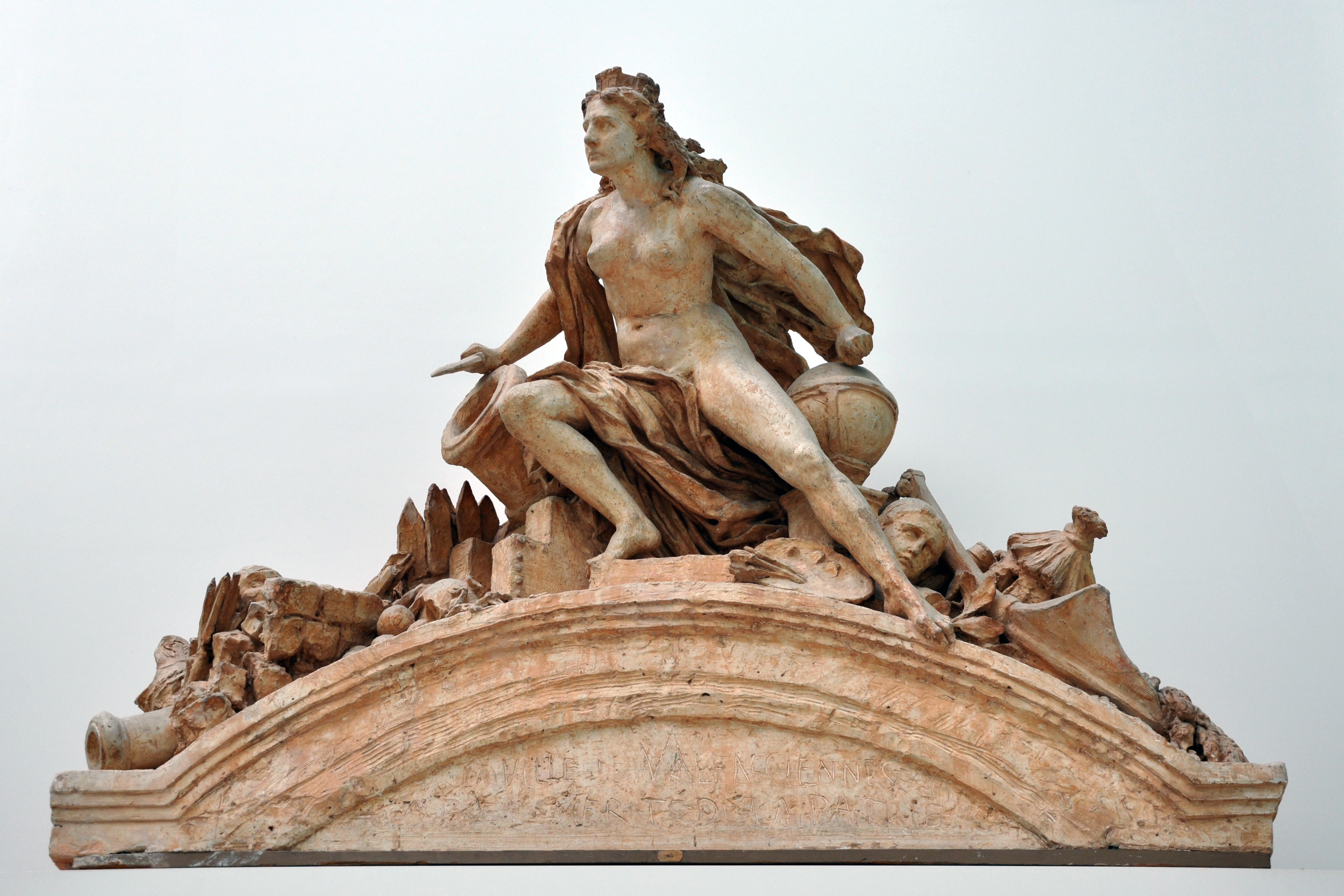
دفاع والنسین از هنر صلح با هنرهای جنگی
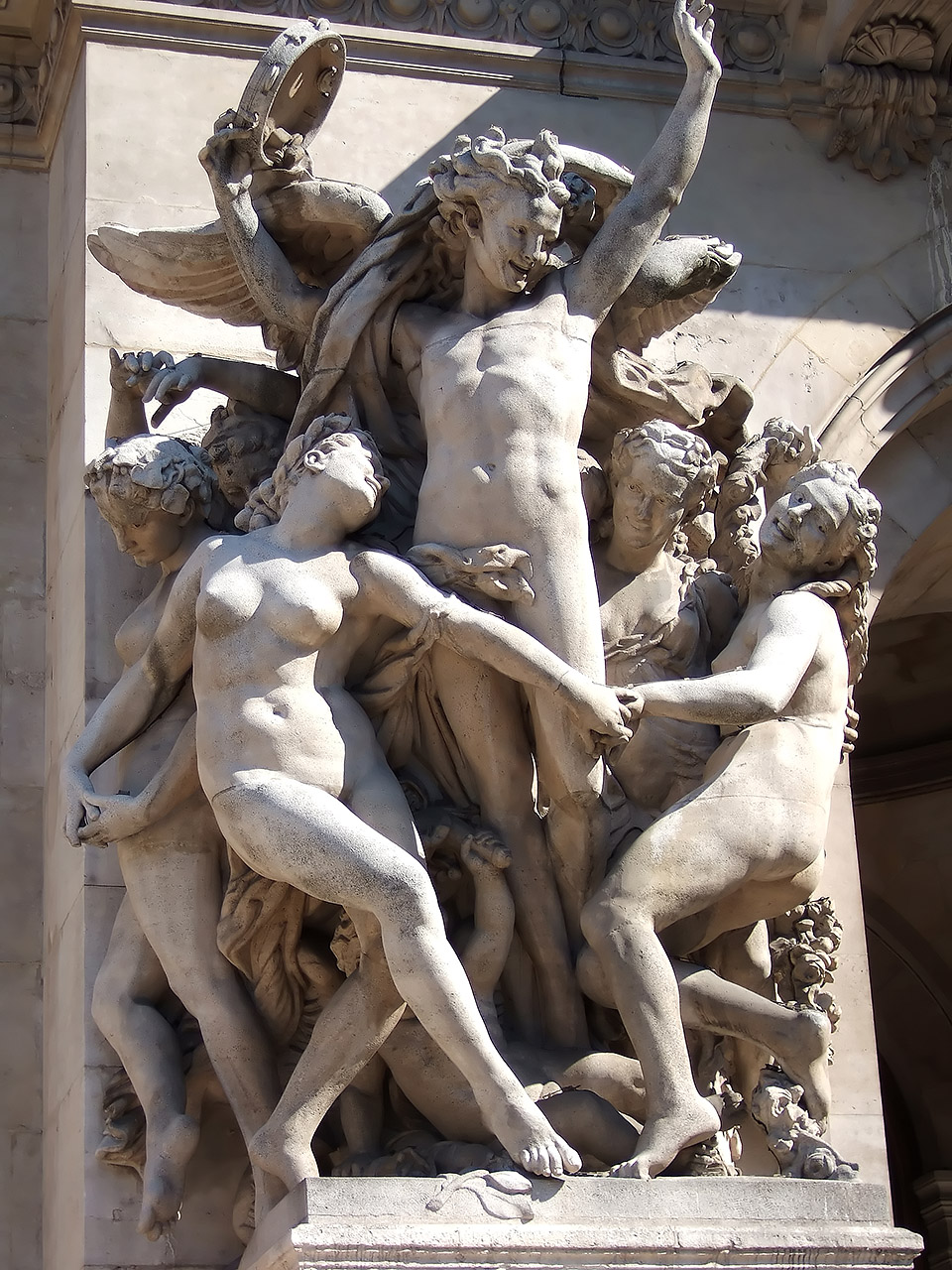
رقص - ۱۸۶۸ کاخ گارنیه
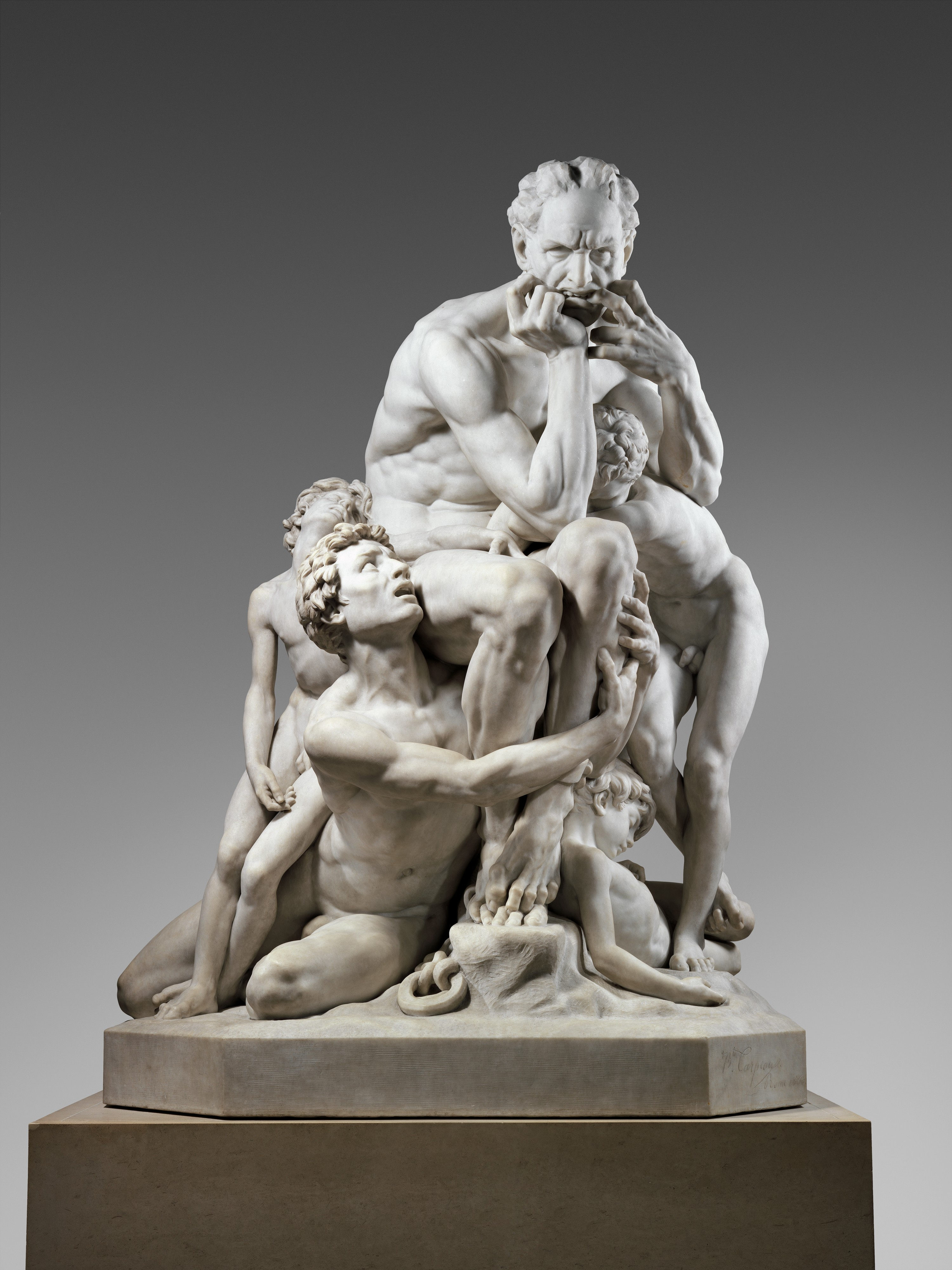
اوگولینو و پسرانش، ۱۸۵۷-۱۸۶۰ موزه متروپولیتن هنر
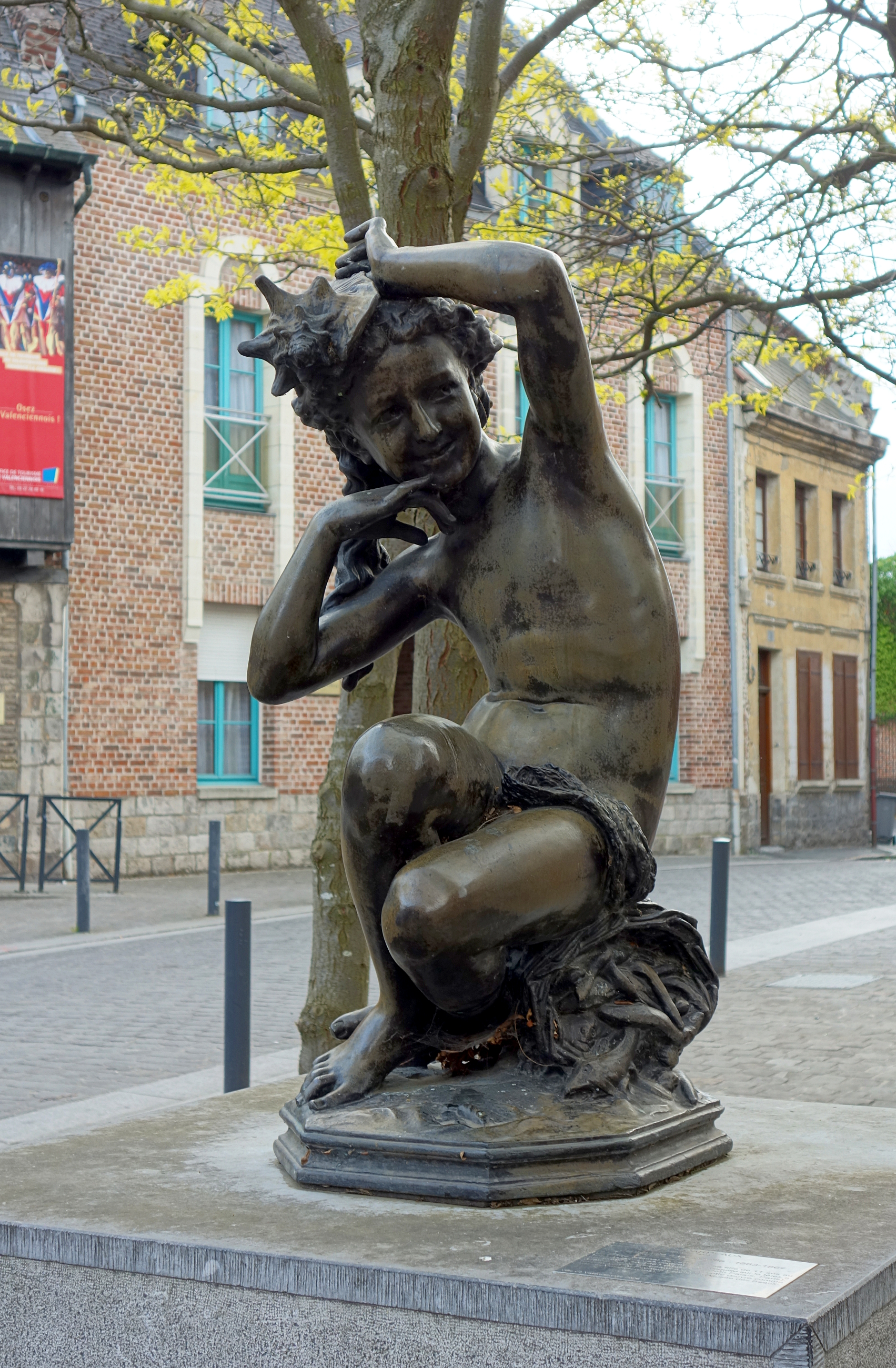
دختر جوان با صدف ولانسین
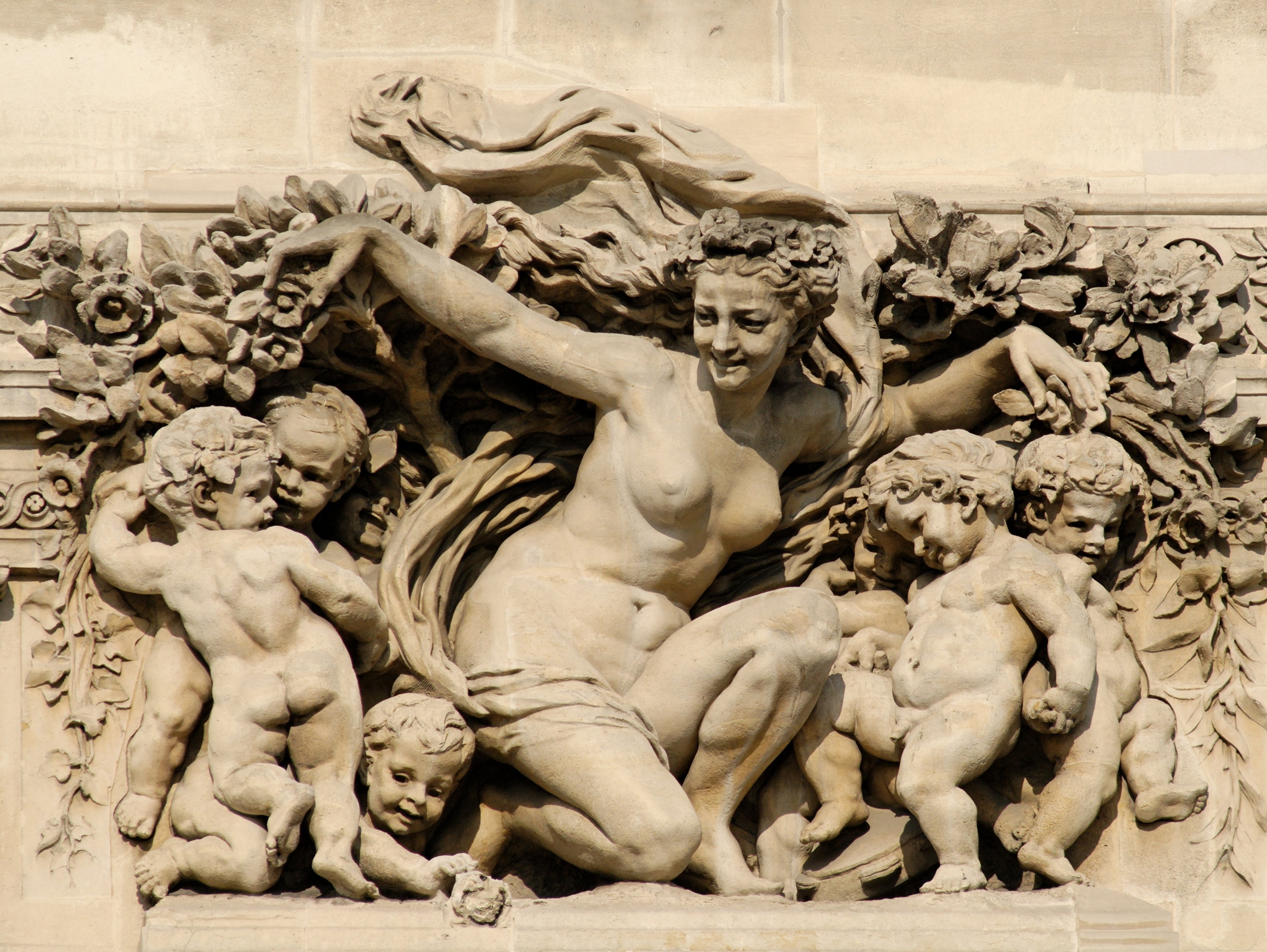
پیروزی فلورا
 کاخ لوور